# ピエール・マンコウスキ
ピエール・マンコウスキ（Pierre Mankowski、1951年11月5日－）は、フランス人の元サッカー選手、サッカー指導者。アミアン出身。ポーランドにルーツを持つ。ジャン・マンコウスキも元サッカー選手。

## 経歴
現役時代はアミアンSC、RCランス、SMカーンなどでプレーしたが、多くの成功を収めることは出来なかった。
引退後はサッカー指導者に転じ、古巣のSMカーンなどで監督を務め、1998年にはカメルーン代表監督のクロード・ル・ロワの下でアシスタントコーチを務めた。
2000年にフランスサッカー連盟のスタッフとなり、2002年から2010年にかけてフランス代表のアシスタントコーチを務め、2006年にドイツで開催された2006 FIFA ワールドカップでは監督を務めるレイモン・ドメネクの下で準優勝を経験した。2010年にU-20フランス代表監督に就任し、2013年にトルコで開催された2013 FIFA U-20ワールドカップではチームを優勝に導いた。